# Anthony Sutcliffe
Anthony Richard Sutcliffe (* 28. September 1942 in London; † 5. Dezember 2011) war ein britischer Historiker, dessen Forschungsschwerpunkt auf Stadtbaugeschichte lag.

## Leben
Anthony Sutcliffe besuchte die Chigwell School in Essex. Später studierte er am Merton College der University of Oxford. Nach seinem dortigen Abschluss setzte er sein Studium sogleich an der Sorbonne fort und arbeitete dort an seiner Promotion.
1966 wurde er research fellow an der University of Birmingham und wurde am Centre for Urban and Regional Studies der Universität tätig. 1970 wechselte er an die University of Sheffield. 1975 wurde er Reader. 1982 erfolgte seine Berufung zum Professor. Ab 1988 lehrte er als Nachfolger von Harold James Dyos an der University of Leicester. Aufgrund gesundheitlicher Probleme gab Sutcliffe 1997 seine Lehrtätigkeit an der University of Leicester auf.
In den 1970er Jahren unterstützte er Gordon Cherry bei dem Aufbau der Planning History group. Später war er neben Cherry Mitgründer der daraus hervorgegangenen International Planning History Society. Des Weiteren gründete er zusammen mit Cherry die Fachzeitschrift Planning Perspectives und war mit ihm von 1986 to 1996 deren Herausgeber. Nach Cherrys Tod war er von 1996 bis 2001 alleiniger Herausgeber der Fachzeitschrift.
Sutcliffe war geschieden. Aus dieser Ehe gingen zwei Kinder, eine Tochter und ein Sohn, hervor.

## Veröffentlichungen (Auswahl)
- The Autumn of Central Paris: The Defeat of Town Planning 1850-1970 (1970)
- mit Roger Smith: History of Birmingham Vol. 3 1939 – 1970 (1972)
- (Hrsg.): Multi-storey Living. The British Working-class Experience (1974)
- The History of Modern Town Planning: Bibliographic Guide (1977)
- (Hrsg.): The Rise of Modern Urban Planning, 1800–1914 (1980)
- mit Derek Fraser (Hrsg.): British Town Planning: The Formative Years (1981)
- Towards the Planned City: Germany, Britain, the United States and France, 1780-1914 (1981)
- The History of Urban and Regional Planning: An Annotated Bibliography (1981)
- (Hrsg.): The Pursuit of Urban History (1983)
- (Hrsg.): Metropolis 1890-1940 (1984)
- Paris: An Architectural History (1993, Yale University Press)
- mit Theo Barker (Hrsg.): Megalopolis: The Giant City in History (1993)
- An Economic and Social History of Western Europe Since 1945 (1996)
- mit Derek H. Aldcroft (Hrsg.): Europe in the International Economy 1500 to 2000 (1999)
- London: An Architectural History (2006, Yale University Press)